# Koalicyjny Komitet Wyborczy
Koalicyjny Komitet Wyborczy (KKW) – jeden z trzech (obok komitetu wyborczego partii politycznej i komitetu wyborczego wyborców) rodzajów komitetów wyborczych występujący w polskim systemie. W jego skład wchodzą minimum dwie partie polityczne. Występuje on w wyborach do parlamentu, wyborach samorządowych oraz w wyborach do Parlamentu Europejskiego. W wyborach do Sejmu próg wyborczy wynosi dla niego 8% wszystkich głosów ważnych.